# 奥哈卡斯特罗
奥哈卡斯特罗，是西班牙拉里奥哈自治区的一个市镇。总面积44平方公里，总人口229人（2001年），人口密度5人/平方公里。